# 2С9
2С9 «Нона-С» — советская 120-мм дивизионно-полковая авиадесантная самоходная артиллерийско-миномётная установка.
Нона-С была разработана в Центральном научно-исследовательском институте точного машиностроения и конструкторском бюро Пермского машиностроительного завода имени Ленина на базе шасси плавающего гусеничного бронетранспортёра БТР-Д. Руководители работ: А. Г. Новожилов — отвечал за комплекс в целом, Ю. Н. Калачников — отвечал за орудие 2А51. Самоходно-артиллерийское орудие (САО) 2С9 «Нона» предназначено для подавления живой силы, артиллерийских и миномётных батарей, ракетных установок, бронированных целей, огневых средств и пунктов управления.

## История создания

### Предпосылки
В конце 1950-х годов на вооружение стран-участниц Холодной войны начали в массовом количестве поступать ракетно-ядерные типы вооружения. При теоретическом планировании военных действий с применением ядерного оружия, большая роль отводилась воздушно-десантным войскам, которые по замыслу должны были использовать и сохранять высокие темпы наступления после ракетно-бомбового удара ядерным оружием. По состоянию на 1950—1960-е годы, оснащение воздушно-десантных подразделений СССР немногим отличалось от оснащения дивизий и корпусов времён Великой Отечественной войны. Сложившаяся ситуация требовала серьёзной реорганизации и переоснащения ВДВ. Кроме того, на смену устаревшим военно-транспортным самолётам Ил-12 и Ил-14 были разработаны новые самолёты Ан-8 и Ан-12. Новые самолёты имели больший внутренний объём и большую грузоподъёмность. Для реализации новых возможностей военно-транспортной авиации и составления новой Программы вооружения ВДВ в 1964 году был выпущен Приказ Министра обороны СССР о начале научно-исследовательских работ для определения тактико-технических требований к военной технике ВДВ. В этом же году 3-й центральный научно-исследовательский институт начал комплексную НИР «Купол».
В результате выполнения НИР «Купол» была выявлена необходимость оснащения воздушно-десантных войск вооружением, позволявшим эффективно выполнять задачи борьбы с воздушными и наземными целями в тылу противника. При этом подразделения ВДВ должны были обладать высокой манёвренностью, а также иметь защиту от воздействия результатов применения оружия массового поражения, поэтому новая система вооружения ВДВ предусматривала полную механизацию используемых подразделений. В ходе НИР были определены образцы артиллерийской техники для оснащения воздушно-десантных войск. Анализ транспортировочных возможностей самолёта Ан-12Б показал, что масса десантируемой техники не должна превышать 10 тонн со средствами десантирования, а существовавшая на тот момент техника сухопутных войск не отвечала определённым требованиям ни по массе, ни по габаритным характеристикам, ни по допустимым перегрузкам при десантировании. Одним из направлений работ по созданию новой техники была разработка 120-мм самоходного миномёта «Ландыш» и 122-мм самоходной гаубицы «Фиалка» на шасси БМД-1.

### Первые проработки
К середине 1960-х годов артиллерийское вооружение полков и дивизий ВДВ представляло собой широкую номенклатуру военной техники, среди которой были дивизионные: 122-мм гаубицы Д-30, 85-мм самодвижущиеся пушки СД-44 и самоходные артиллерийские установки АСУ-85. Полковая артиллерия была представлена полковыми миномётами М-120 и самоходными артиллерийскими установками АСУ-57. В 1969 году была проведена НИР «Купол-2», по результатам которой было принято решение о создании универсального самоходного артиллерийского орудия. В то же время работы по 2С2 зашли в тупик, так как шасси не выдерживало отдачу орудия 2А32. Разрабатываемый самоходный миномёт «Ландыш» не обеспечивал заданные углы горизонтального наведения, а гладкоствольные 120-мм миномёты исчерпали свой потенциал по дальнейшему развитию и модернизации. Для использования в новом самоходном артиллерийском орудии были предложены два баллистических решения. А. Г. Новожиловым было предложено использовать баллистику французского 120-мм нарезного миномёта RT-61, в то время как Ф. Ф. Петров предлагал использовать 122-мм гаубицу М-30.
| Таблица ТТХ баллистических решений, предложенных к использованию в 2С9 |         |         |
| Баллистика орудия                                                      | М-30    | RT-61   |
| Тип орудия                                                             | гаубица | миномёт |
| Калибр орудия, мм                                                      | 122     | 120     |
| Масса снаряда, кг                                                      | 21,76   | 15,7    |
| Минимальная дальность ОФС, км                                          | 3,8     | 1,1     |
| Максимальная дальность ОФС, км                                         | 11,8    | 8,1     |
| Максимальная дальность АР ОФС, км                                      | —       | 13      |
| Площадь поражения ОЖС ОФ-снарядом, м²                                  | 800     | 1290    |

В период с 1972 по 1975 год отделом № 25 ЦНИИ точного машиностроения под руководством А. Г. Новожилова была проведена НИР с шифром «Орудие-выстрел», оптимальным был признан вариант калибра 120-мм с баллистикой французского миномёта RT-61. В 1974 году опытный образец САУ 2С2 был продемонстрирован командующему ВДВ В. Ф. Маргелову, после чего было принято решение о начале работ над новым универсальным самоходным артиллерийским орудием. В этом же году в рамках НИР «Нона-Д» на базе самоходной гаубицы 2С2 с удлинённой ходовой частью был выполнен макетный образец САО с прототипом нового 120-мм орудия, установленного вместо 122-мм гаубицы 2А32. Полученные проработки легли в основу ОКР под наименованием «Нона-С» (индекс ГРАУ — 2С9). В 1976 году вышло постановление ЦК КПСС и Совета министров СССР № 1043—361 от 16 декабря. В соответствии с этим постановлением была официально начата разработка нового 120-мм авиадесантируемого самоходного артиллерийского орудия.

### Испытания и принятие на вооружение
Головным разработчиком системы был назначен климовский ЦНИИ точного машиностроения, разработка боеприпасов была поручена ГНПП «Базальт». Первоначально, орудие проектировалось в свердловском ОКБ-9 под руководством В. А. Голубева, однако, после смены руководства, ОКБ-9 отказалось от дальнейших работ, исполнителем по созданию 120-мм орудия было назначено специальное конструкторское бюро Завода № 172 под руководством Ю. Н. Калачникова Несмотря на то, что базовое шасси было разработано и производилось на Волгоградском тракторном заводе, Волгоградский завод отказался от сборочных работ по САУ 2С9, поэтому конструированием вращающейся башни и окончательной сборкой 2С9 занимался пермский Завод № 172. В 1976 году был собран первый опытный образец САУ 2С9, оснащённый стволом длиной 2,5 м. К 1979 году была изготовлена батарея из шести опытных САУ 2С9. Во второй половине 1976 года батарея была направлена на Ржевский полигон для прохождения полигонных испытаний, после успешного завершения которых началась подготовка к войсковым испытаниям. Войсковые испытания проходили в 1980 году в два этапа, первый проводился с февраля по март на Лужском полигоне, второй — в июле на территории Азербайджанской ССР. Результаты испытаний были признаны успешными и система в составе САО 2С9 и осколочно-фугасного снаряда 3ОФ49 была рекомендована к принятию на вооружение. После устранения выявленных недоработок и недостатков постановлением ЦК КПСС и Совета министров СССР № 630—187 от 1 июля самоходное артиллерийское орудие 2С9 «Нона-С» было официально принято на вооружение Советской Армии.

## Серийное производство и модификации
|                                                  | 2С9  | 2С9-1 | 2С9-1М  |
| ------------------------------------------------ | ---- | ----- | ------- |
| Начало серийного производства                    | 1981 | 1988  | 2006    |
| Боевая масса, т                                  | 8,0  | 8,5   | 8,8     |
| Масса при десантировании, т                      | 8,0  | 7,9   | 8,2     |
| Индекс орудия                                    | 2А51 | 2А51  | 2А51М   |
| Возимый боезапас, выстр.                         | 25   | 40    | 40      |
| Возимый боезапас при десантировании, выстр.      | 25   | 25    | 25      |
| Время до открытия огня по внеплановой цели, мин. | 5—7  | 5—7   | 0,5—0,9 |

Серийное производство САО 2С9 было развёрнуто на Пермском машиностроительном заводе и продолжалось до 1989 года, всего за 10 лет производства было выпущено 1432 единицы 2С9 и 2С9-1. На базе опытной батареи выпуска 1979 года в 104-м парашютно-десантном полку был сформирован первый дивизион САО 2С9. В 1981 году была сформирована первая батарея САО «Нона-С», отправленная в Афганистан.
Уже после завершения войсковых испытаний государственная комиссия указала необходимость увеличения возимого боекомплекта САО «Нона-С» до 40 выстрелов. В 1985 году была разработана модернизированная версия САО «Нона-С», получившая обозначение 2С9-1 «Свиристелка». С 1988 года на Пермском заводе имени В. И. Ленина было начато серийное производство САО 2С9-1. С введением в боекомплект «Ноны-С» управляемого снаряда «Китолов-2» изменениям подверглись укладки САО, в состав которых были введены два крепления под управляемые снаряды. В само САО была установлена аппаратура для выдачи сигнала о моменте вылета снаряда из канала ствола по радиоканалу на пункт разведки и управления 1В119. Кроме того в конструкции затвора орудия 2А51 была исключена зависимость положения ударника от теплового расширения обтюратора, благодаря чему была упрощена эксплуатация орудия и ликвидирована вероятность осечки или самопроизвольного выстрела при ведении огня из САО. Модернизация ранее выпущенных САО 2С9 до уровня 2С9-1 производилась непосредственно в войсках силами специалистов воинских частей.
К вопросу о модернизации самоходного артиллерийского орудия 2С9 вернулось уже Министерство обороны РФ. В 2003 году была начата работа над модификацией, получившей индекс 2С9-1М. В отличие от своих предшественников, САО 2С9-1М оснащено автоматизированной системой управления наведением и огнём, системой спутниковой навигации и инерциальной системой отсчёта. Благодаря установленной ЭВМ, САО 2С9-1М способно вести огонь в составе дивизиона в полуавтоматическом режиме. Модернизация до уровня 2С9-1М производится при капитальном ремонте ранее выпущенных САО 2С9 и 2С9-1.
2С9 «Нона-С» в Музее артиллерии г. Санкт-Петербург

## Описание конструкции

### Броневой корпус и башня
Шасси САО 2С9 сохранило геометрию и компоновочные решения бронетранспортёра БТР-Д. Корпус выполнен из сварных листов броневого алюминия. В передней части корпуса по центру расположено отделение управления с рабочим местом механика-водителя. Слева от механика-водителя установлено место командира САО. В отличие от базового шасси в корпусе САО «Нона-С» отсутствуют крепления для установки курсовых пулемётов. В средней части корпуса расположено боевое отделение, на крыше корпуса установлен поворотный погон со вращающейся башней. В боевом отделении размещены укладки со снарядами. В задней части корпуса находится моторно-трансмиссионное отделение с силовой установкой. Башня 2С9 сварная, слева от орудия установлено рабочее место наводчика с прицельными приспособлениями. Справа от орудия находится рабочее место заряжающего САО. Официально башня 2С9 имеет возможность поворота по горизонту в диапазонах углов от −35 до +35 градусов, однако, при отсоединении шлангов пневматической системы, возможен круговой обстрел из САО в ручном режиме.

### Вооружение
Основным вооружением САО 2С9 является 120-мм нарезная пушка-гаубица-миномёт 2А51. Ствол 2А51 состоит из трубы и казённика. Длина трубы составляет 24,2 калибра. На внутренней части ствола выполнено 40 нарезов постоянной крутизны. Затвор орудия копирного типа с пластическим обтюратором, совмещающий в себе функции досылателя. После досылки снаряда в канал ствола, обтюратор запирается вертикальным клином, установленном в казённике орудия, благодаря чему исключается прорыв пороховых газов при выстреле в боевое отделение САО. Для удаления пороховых газов, предотвращения задымления боевого отделения и удаления несгоревших остатков порохового заряда, после выстрела в течение 1,2 с в канал ствола подаётся сжатый воздух. Противооткатные устройства состоят из гидравлического тормоза отката веретённого типа заправленного жидкостью «Стеол-М» или «ПОЖ-70» и пневматического накатника, заправленного азотом или воздухом. Для стравливания давления при работе в различных температурных диапазонах, на тормозе отката установлен компенсатор пружинного типа. Максимальная длина отката составляет 400 мм.

### Применяемые боеприпасы
В основной боекомплект орудия 2А51 входят осколочно-фугасные снаряды 3ОФ49 с контактным взрывателем 3В35 и радиовзрывателем АР-5. Снаряды обладают начальной скоростью на полном заряде 367 м/с и максимальной дальностью стрельбы в 8,855 км. Снаряды 3ОФ49 имеют стальной корпус и снаряжаются 4,9 кг взрывчатого вещества марки А-IX-2. При установке контактного взрывателя на осколочное действие во время разрыва снаряд 3ОФ49 образует около 3500 убойных осколков массой от 0,5 до 15 г, обладающих начальной скоростью около 1800 м/с. Приведённая площадь поражения открыто расположенной живой силы в положении «стоя» составляет 2200 м², бронепробиваемость гомогенной стальной брони составляет 12 мм на расстоянии от 7 до 10 м от эпицентра разрыва снаряда. При использовании радиовзрывателя АР-5 эффективность поражения открыто расположенной живой силы увеличивается от 2 до 3 раз. При установке контактного взрывателя на фугасное действие снаряд 3ОФ49 способен образовывать воронки до 2 м глубиной и до 5 м в диаметре. Для стрельбы на расстояния до 12,8 км в боекомплект САО 2С9 входят активно-реактивные снаряды 3ОФ50 (с контактным взрывателем 3В35 и радиовзрывателем АР-5). Для 2С9 разработаны корректируемые снаряды «Китолов-2», имеющие возможность поражения бронетанковой техники в местах сосредоточения пусковых установок, долговременных оборонительных сооружений, мостов и переправ с вероятностью от 80 до 90 %. Для борьбы с бронетехникой противника в боекомплект входят кумулятивные невращающиеся снаряды 3БК19, пробивающие до 600 мм гомогенной броневой стали. Кроме штатных снарядов, САО 2С9 может использовать все типы мин для гладкоствольных и нарезных миномётов, в том числе осветительные, дымовые и зажигательные. При использовании активно-реактивного снаряда APCM для французского нарезного миномёта RT-61 дальность стрельбы САО 2С9 может быть увеличена до 17 км.
| Характеристики основных применяемых боеприпасов САО 2С9 |                                           |                    |              |                           |                        |                                 |                                     |
| Индекс снаряда                                          | Страна-разработчик                        | Масса выстрела, кг | Масса ВВ, кг | Площадь поражения ОЖС, м² | Бронепробиваемость, мм | Начальная скорость снаряда, м/с | Максимальная дальность стрельбы, км |
| Кумулятивные                                            |                                           |                    |              |                           |                        |                                 |                                     |
| 3БК19                                                   | Союз Советских Социалистических Республик | 13,1               |              | —                         | 600                    | 560                             | 1,0                                 |
| Осколочно-фугасные                                      |                                           |                    |              |                           |                        |                                 |                                     |
| Нарезные                                                |                                           |                    |              |                           |                        |                                 |                                     |
| 3ОФ49                                                   | Союз Советских Социалистических Республик | 19,8               | 4,9          | 2200                      | 12                     | 367                             | 8,855                               |
| 3ОФ50 (активно-реактивный)                              | Союз Советских Социалистических Республик | 19,8               | 3,25         | 1800                      |                        | 367                             | 12,8                                |
| 3ОФ51                                                   | Союз Советских Социалистических Республик | 19,8               | 3,8          |                           |                        | 367                             | 8,855                               |
| PR-14                                                   | Франция                                   | 18,6               | более 4,0    | 1290                      |                        |                                 | 8,1                                 |
| PRAB                                                    | Франция                                   | 18,6               |              |                           | 8—15                   |                                 | 8,135                               |
| PRPA (активно-реактивный)                               | Франция                                   | 18,6               | 2,7          |                           |                        |                                 | 13,0                                |
| APCM (активно-реактивный)                               | Франция                                   | 24,45              |              |                           |                        |                                 | 17,0                                |
| MKE Mod 209                                             | Турция                                    | 23,9               |              |                           |                        | 365                             | 8,18                                |
| Гладкоствольные                                         |                                           |                    |              |                           |                        |                                 |                                     |
| 53-ОФ-843Б                                              | Союз Советских Социалистических Республик | 16                 | 1,4          | 1200                      |                        | 331                             | 7,154                               |
| 3ОФ5                                                    | Союз Советских Социалистических Республик | 15,6               | 1,25         |                           |                        |                                 |                                     |
| 3ОФ34                                                   | Союз Советских Социалистических Республик | 16,1               | 3,43         | 2250                      |                        |                                 | 7,247                               |
| 3ОФ36                                                   | Союз Советских Социалистических Республик | 16,1               | 3,16         | 1700                      |                        | 333                             | 7,0                                 |
| PEPA                                                    | Франция                                   | 19,8               | 2,0          |                           |                        | 240                             | 6,55                                |
| PEPA-LP                                                 | Франция                                   | 13,42              |              |                           |                        |                                 | 8,95                                |
| M44/66                                                  | Франция                                   | 13                 |              |                           |                        |                                 | 7,0                                 |
| Управляемые                                             |                                           |                    |              |                           |                        |                                 |                                     |
| Нарезные                                                |                                           |                    |              |                           |                        |                                 |                                     |
| «Китолов-2»                                             | Россия                                    | 28                 | 5,5          |                           |                        |                                 | 12,0                                |
| Гладкоствольные                                         |                                           |                    |              |                           |                        |                                 |                                     |
| «Грань»                                                 | Россия                                    | 27                 | 5,1          |                           |                        |                                 | 9,0                                 |
| «Бета»                                                  | Россия                                    | 16                 | 5,0          |                           |                        |                                 | 7,0                                 |
| Кассетные с КОБЭ                                        |                                           |                    |              |                           |                        |                                 |                                     |
| Нарезные                                                |                                           |                    |              |                           |                        |                                 |                                     |
| 3ВО32                                                   | Россия                                    | 23,3               |              | 2800                      | 100                    |                                 | 8,0                                 |
| ACED                                                    | Франция                                   | 15,8               |              |                           |                        |                                 | 7,5                                 |
| MKE Mod 258                                             | Турция                                    | 23                 | 16×0,044     |                           |                        | 365                             | 8,18                                |
| Гладкоствольные                                         |                                           |                    |              |                           |                        |                                 |                                     |
| MAT-120                                                 | Испания                                   | 17,8               | 21×0,05      | 2200                      | 150                    |                                 | 5,5                                 |
| Термобарические                                         |                                           |                    |              |                           |                        |                                 |                                     |
| 3ОФ74                                                   | Россия                                    | 19,5               | 6,62         |                           | —                      |                                 | 8,574                               |
| Зажигательные                                           |                                           |                    |              |                           |                        |                                 |                                     |
| 3-з-2                                                   | Союз Советских Социалистических Республик | 16,3               | 1,94         | 1700                      | —                      | 272                             | 5,685                               |
| Осветительные                                           |                                           |                    |              |                           |                        |                                 |                                     |
| Нарезные                                                |                                           |                    |              |                           |                        |                                 |                                     |
| PRECLAIR                                                | Франция                                   | 18,4               |              | —                         | —                      |                                 | 8,15                                |
| MKE Mod 236                                             | Турция                                    | 16                 |              | —                         | —                      | 365                             | 8,132                               |
| Гладкоствольные                                         |                                           |                    |              |                           |                        |                                 |                                     |
| 53-С-843                                                | Союз Советских Социалистических Республик | 16,28              | 0,875        | —                         | —                      | 273                             | 5,3                                 |
| 3С9                                                     | Союз Советских Социалистических Республик | 16,28              | 1,28         | —                         | —                      | 273                             | 5,304                               |
| Дымовые                                                 |                                           |                    |              |                           |                        |                                 |                                     |
| Нарезные                                                |                                           |                    |              |                           |                        |                                 |                                     |
| MKE Mod 226                                             | Турция                                    | 18                 |              | —                         | —                      | 365                             | 8,132                               |
| MKE Mod 250                                             | Турция                                    | 18                 |              | —                         | —                      | 365                             | 8,132                               |
| Гладкоствольные                                         |                                           |                    |              |                           |                        |                                 |                                     |
| 53-Д-843А                                               | Союз Советских Социалистических Республик | 16,44              | 1,6          | —                         | —                      |                                 | 5,7                                 |
| 3Д5                                                     | Союз Советских Социалистических Республик | 16,6               | 1,65         | —                         | —                      | 270                             | 5,759                               |
| 3Д14                                                    | Россия                                    | 16,1               |              | —                         | —                      |                                 | 6,8                                 |

- Снаряды для САО 2С9 «Нона-С»
- Выстрелы для французского нарезного миномёта RT-61
- Два термобарических снаряда 3ОФ74 и футляр с двумя зарядами 4-з-9 в ящике.
- УАС «Грань»
- ОФС 3ОФ49 (слева) и ОФМ 3ОФ36 (справа)
- Кассетный выстрел 3ВО32 (справа)
- ОФМ 53-ОФ-843Б (справа)

### Средства наблюдения и связи
Для наблюдения за местностью, место командира оборудовано тремя призменными перископическими приборами наблюдения ТНПО-170А. Место наводчика оборудовано артиллерийским панорамным прицелом 1П8 для стрельбы с закрытых огневых позиций и прицелом прямой наводки 1П30 для ведения огня по наблюдаемым целям. В правой части башни, перед люком заряжающего установлен вращающийся прибор наблюдения МК-4. На задней стенке башни имеются два прибора наблюдения ТНПО-170А.
Внешняя радиосвязь поддерживается радиостанцией Р-123М или Р-173. Радиостанция Р-123М работает в УКВ-диапазоне и обеспечивает устойчивую связь с однотипными станциями на расстоянии до 28 км в зависимости от высоты антенны обеих радиостанций. Переговоры между членами экипажа осуществляется через аппаратуру внутренней связи Р-174.

### Двигатель и трансмиссия
В 2С9 устанавливается V-образный 6-цилиндровый четырёхтактный дизельный двигатель 5Д20 мощностью 240 л.с. жидкостного охлаждения с газотурбинным наддувом. Двигатель имеет возможность работать на дизельном топливе марок ДЛ, ДЗ и ДА. Основой двигателя служит тоннельный блок-картер V-образной формы с углом развала блоков цилиндров в 120°. Каждый блок состоит из трёх цилиндров с общей головкой. Для охлаждения в каждом блоке внутри головок и вокруг гильз цилиндров имеются специальные сообщающиеся между собой полости. В каждой головке цилиндра устанавливается по два впускных и выпускных клапана. Воздух в цилиндры подаётся через впускные коллекторы, а продукты сгорания удаляются с помощью выпускных коллекторов. В расточке блок-картера устанавливается коленчатый вал. Трансмиссия механическая, с однодисковым фрикционом сухого трения. Имеет четыре передних и одну заднюю передачу. Максимальная теоретическая скорость движения на четвёртой передней передаче составляет 60 км/ч.

### Ходовая часть
Ходовая часть 2С9 представляет собой модифицированное шасси бронетранспортёра БТР-Д. Ходовая часть состоит из шести пар сдвоенных обрезиненных опорных катков. В задней части машины находятся ведущие колёса, в передней — направляющие. Гусеничная лента состоит из мелких звеньев с шарнирами, соединёнными пальцами. Подвеска 2С9 — гидропневматическая, с изменяемым дорожным просветом. Каждый опорный каток оборудован пневматической рессорой, выполняющей роль силового цилиндра при изменении клиренса, а также функцию гидравлического амортизатора.

### Средства десантирования
- Средства доставки к месту десантирования САУ 2С9 «Нона-С»
- Военно-транспортный самолёт Ан-12
- Военно-транспортный самолёт Ан-22
- Военно-транспортный самолёт Ил-76

САУ «Нона-С», как и другая техника ВДВ на базе БМД-1 и БТР-Д имеет возможность десантироваться как посадочным, так и парашютным способом с самолётов типа Ан-12, Ан-22 и Ил-76. Десантирование парашютным способом осуществляется с помощью парашютных реактивных систем ПРСМ-925(2С9) или парашютных бесплатформенных систем ПБС-925 с высот от 500 до 4000 м, при этом скорость самолёта не должна превышать 400 км/ч. Обе системы представляют собой модификации ранее разработанных средств десантирования для БМД-1 (ПРСМ-915 и ПБС-915 соответственно). Самолёты типа Ан-12 могут брать на борт до 2 единиц САО 2С9 со средствами десантирования, в то время как самолёты типа Ил-76 и Ан-22 способны нести до 3 и 4 единиц 2С9 соответственно.

## Операторы

### Действующие операторы
- Казахстан — 25 единиц 2С9 на хранении, по состоянию на 2025 год[31]
- Кыргызстан — 12 единиц 2С9, по состоянию на 2025 год[32]
- Молдова — 9 единиц 2С9, по состоянию на 2025 год[33]
- Россия:
  - БВ ВМФ — 30 единиц 2С9, по состоянию на 2025 год[34]
  - ВДВ — 260 2С9 на вооружении и 250 2С9 на хранении, по состоянию на 2025 год[35]
  - ПС ФСБ — некоторое количество 2С9, по состоянию на 2025 год[36]
- Сирия — некоторое количество, по состоянию на 2025 год[37]
- Туркменистан — 17 единиц 2С9, по состоянию на 2025 год[38]
- Узбекистан — 54 единицы 2С9, по состоянию на 2025 год[39]
- Украина — 20 единиц 2С9, по состоянию на 2025 год[40]

### Бывшие операторы
- СССР — перешли к образовавшимся после распада государствам
- Азербайджан — 18 единиц 2С9, по состоянию на 2021 год[41]. По состоянию на 2024 год на вооружении не числятся[42]
- Афганистан — около 40 единиц 2С9 передано советскими войсками в 1988 году при выводе войск из Афганистана[43]
- Беларусь — 48 единиц 2С9, по состоянию на 2016 год[44]. По другим данным снята с вооружения[45].
- Вьетнам — 30 единиц 2С9, по состоянию на 2013 год[46]

## Служба и боевое применение

### Организационная структура
С принятием на вооружение САО 2С9 «Нона-С» была изменена организационно-штатная структура артиллерии ВДВ. С 1982 года в парашютно-десантных полках начали формироваться самоходно-артиллерийские дивизионы 2С9, где заменили собой 120-мм полковые миномёты. Дивизион 2С9 состоял из трёх батарей, каждая батарея включала в себя 6 орудий (итого 18 орудий в дивизионе). Кроме того, САО 2С9 поступали на вооружение самоходно-артиллерийских дивизионов артиллерийских полков для замены 85-мм самодвижущихся пушек СД-44 и 122-мм гаубиц Д-30, однако полностью последние заменить не смогли (количество Д-30 было уменьшено с 4 до 1 батареи). Причиной стала более высокая эффективность Д-30 как точной гаубичной системы при сравнении с РСЗО БМ-21В, а также меньшее количество военно-транспортной авиации, требовавшееся для переброски буксируемых орудий Д-30 по сравнению с 2С9 и БМ-21В. Организационно-штатная структура 2С9 в артиллерийских полках также сводилась к самоходно-артиллерийскому дивизиону, состоявшему из трёх батарей по 6 орудий. Помимо воздушно-десантных войск модификация 2С9-1 «Свиристелка» поступала на вооружение соединений Морской пехоты.

### Служба
Самоходные артиллерийские орудия 2С9 состояли на вооружении следующих формирований:
1. войсковая часть (в/ч) № 06017 — 336-я отдельная гвардейская бригада морской пехоты (336 обрмп): 12 единиц 2С9 по состоянию на 2009 год[47];
2. в/ч № 13140 — 810-я отдельная гвардейская бригада морской пехоты (810 обрмп): 6 единиц 2С9[47];
3. в/ч № 38643 — 61-й отдельный полк морской пехоты (61 опмп): 22 единицы 2С9 по состоянию на 2000 год[47];
4. в/ч № 42091 — 108-й гвардейский десантно-штурмовой полк: 19 единиц 2С9 по состоянию на 2000 год[47];
5. в/ч № 45377 — 1140-й гвардейский артиллерийский полк: 18 единиц 2С9 по состоянию на 2000 год[47];
6. в/ч № 40515 — 1141-й гвардейский артиллерийский полк: 18 единиц 2С9 по состоянию на 2000 год[47];
7. в/ч № 93723 — 1182-й гвардейский артиллерийский полк: 18 единиц 2С9 по состоянию на 2000 год[47];
8. Брянская 26-я центральная база артиллерийского вооружения (26-я ЦАБВ): 28 единиц 2С9 по состоянию на 1991 год[48];
9. Брянский 120-й арсенал (120 Арс-В): 10 единиц 2С9 по состоянию на 2000 год[47];
10. Московский 59-й арсенал (59 Арс-В): 2 единицы 2С9 по состоянию на 1991 год[48].

### Боевое применение
В 1981 году самоходная артиллерийская установка «Нона-С» была принята на вооружение Советской Армии, в этом же году была сформирована и отправлена в Афганистан первая батарея из шести орудий 2С9. По мере поступления 2С9 в подразделения ВДВ, принимавшие участие в Афганской войне, менялась структура самих подразделений. Например, в 103-й воздушно-десантной дивизии дивизион 85-мм самодвижущихся пушек СД-44 был заменён на дивизион самоходных артиллерийских орудий «Нона-С». В парашютно-десантных полках миномётные батареи заменялись на САО 2С9. К 1 августа 1987 года в составе 40-й армии ОКСВА насчитывалось 69 самоходный установок 2С9, всего в боевых действиях Афганской войны принимало участие 70 единиц САО «Нона-С». Самоходные артиллерийские орудия 2С9 применялись в качестве поддержки десантно-штурмовых и воздушно-десантных подразделений. Чаще всего стрельба велась обычными гладкими артиллерийскими минами, так как требовалась стрельба под большими углами возвышения и небольшая дальность безрикошетной стрельбы. За годы войны выявились как сильные стороны 2С9, заключавшиеся в её универсальности и значительно большей подвижности на пересечённой местности, чем у обычных миномётов, так и слабые стороны. Среди основных недостатков были выявлены: небольшой возимый боекомплект, а также быстрый износ гусеничной ходовой части. Также были отмечены: недостаточная длина шнура у переговорного устройства командира и неудачная конструкция трубы выхлопного коллектора, приводившая к попаданию выхлопных газов при стрельбе с грунта на заряжающего САО 2С9.
С началом Первой чеченской кампании самоходные установки «Нона-С» использовались в составе Российских войск. Так например, зимой 1996 года попавшая в засаду в Шатойском районе колонна российских десантных подразделений смогла успешно отбить атаку чеченских вооружённых формирований. Во время штурма Грозного при боях за центр города войскам рязанского воздушно-десантного батальона удалось удержать позиции, находясь в полном окружении противником, в том числе, благодаря грамотным действиям по корректировке и организации огня самоходно-артиллерийского дивизиона 2С9 106-й воздушно-десантной дивизии.
В период с 11 по 31 января 1996 года на территорию Боснии и Герцеговины для участия в миротворческой операции ООН была введена отдельная воздушно-десантная бригада, в составе которой имелись два парашютно-десантных батальона, на вооружении которых имелось по четыре САО 2С9. В ходе выполнения миссии миротворческий контингент Российской Федерации принимали участие в совместных учениях с подразделениями США. Так в июне 1997 года на базе 1-й бронетанковой дивизии США состоялись совместные артиллерийские стрельбы самоходных артиллерийских орудий 2С9 и самоходных гаубиц M109A2. Государственным и военным руководством США был высоко оценён уровень подготовки российских подразделений.
К моменту развертывания Российских войск в Дагестане и началу Второй чеченской кампании на вооружении каждой полковой тактической группы ВДВ имелось от 12 до 18 самоходных артиллерийских орудий 2С9. Одним из эпизодов применения 2С9 является бой под Новогрозненским, в ходе которого благодаря огню САО 2С9 и действиям командира взвода батареи удалось избежать окружения парашютно-десантной роты. Во время Боя у высоты 776 артиллерийская поддержка осуществлялась самоходными артиллерийскими орудиями 2С9. Всего за время боя было выпущено около 1200 снарядов. Благодаря грамотным действиям групп корректировки огня и разведки, большинство потерь чеченскими вооружёнными формированиями было понесено от артиллерийского огня.
2С9 использовался Россией в ходе войны в Грузии.

## Оценка машины
|                                                                               | 2С1      | 2С2        | 2С9        | «Обжимка»  | 2С31      |
| ----------------------------------------------------------------------------- | -------- | ---------- | ---------- | ---------- | --------- |
| Год принятия на вооружение                                                    | 1970     | не принята | 1981       | не принята | 2007      |
| Средства десантирования                                                       | 4П134    | 14П134     | 1П162М     |            |           |
| Масса со средствами десантирования, т                                         | до 20    | до 10      | до 10      | до 20      | 19,3      |
| Количество перевозимых САУ самолётом Ан-12Б/Ан-22 при авиадесантировании, шт. | 0/2      | 2/4        | 2/4        | 0/2        | 0/2       |
| Экипаж, чел.                                                                  | 4        | 4          | 4          | 4          | 4         |
| Базовое шасси                                                                 | МТ-ЛБ    | БМД-1      | БТР-Д      | Объект 934 | Пат-С     |
| Тип установки орудия                                                          | башенная | рубочная   | башенная   | башенная   | башенная  |
| Марка орудия                                                                  | 2А31     | 2А32       | 2А51       | ЛП-77      | 2А80      |
| Углы ВН, град.                                                                | −3…+70   | −3…+70     | −4…+80     | −4…+80     | −4…+80    |
| Углы ГН, град.                                                                | 360      | 30         | 70         | 360        | 360       |
| Возимый боезапас, выстр.                                                      | 40       | 40         | 25/40      |            |           |
| Минимальная дальность стрельбы ОФС (ОФМ), км                                  | 4,2      | 4,2        | 0,9 (0,43) | 1,7 (0,45) | 0,5       |
| Максимальная дальность стрельбы ОФС (ОФМ), км                                 | 15,2     | 15,2       | 8,8 (7,1)  | 13 (7,5)   | 13 (7,1)  |
| Максимальная дальность стрельбы АР ОФС, км                                    | —        | —          | 12,8       | 14         | 14        |
| Бронепробиваемость БКС, мм                                                    | 460      | 460        | 600        | 600        | 600       |
| Масса ОФС, кг                                                                 | 21,76    | 21,76      | 17,2       | 20,5       | 26,5      |
| Коэффициент наполнения ВВ ОФС, %                                              | 18,3     | 18,3       | 24,7       |            |           |
| Площадь поражения ОЖС ОФ-снарядом, м²                                         | 800      | 800        | 1800—2200  | 1800—2800  | 1800-2800 |
| Боевая скорострельность, выстр/мин                                            | 4—5      | 4—6        | 6—8        | 8—10       | 8-10      |
| Максимальная скорость по шоссе, км/ч                                          | 65       | 60         | 60         | 70         | 70        |
| Запас хода по шоссе, км                                                       | 500      | 500        | 500        | 600        | 600       |

С принятием в 1981 году на вооружение САО 2С9 «Нона-С» подразделения ВДВ Советской армии получили в распоряжение универсальное орудие, сочетавшее в себе свойства пушки, гаубицы и миномёта. Подобное сочетание характеристик позволило 2С9 полностью заменить собой устаревшие 120-мм миномёты и самоходные установки АСУ-85 в парашютно-десантных полках, а также самодвижущиеся противотанковые пушки СД-44 и (частично) 122-мм гаубицы Д-30 в артиллерийских полках парашютно-десантных дивизий. По оценкам западных специалистов, САО 2С9, находясь в составе ОКСВА, успешно справлялись с поставленными задачами. За годы службы, несмотря на выявленные недостатки в виде быстрого износа ходовой части и ограниченных углов горизонтального наведения, САО 2С9 хорошо себя зарекомендовали, а также подтвердили перспективность использования 120-мм нарезных универсальных систем.
|                                            | 2С9-1    | Wiesel-2 |
| ------------------------------------------ | -------- | -------- |
| Год разработки                             | 1985     | 1997     |
| Масса, т                                   | 8,5      | 4,1      |
| Экипаж, чел.                               | 4        | 3        |
| Тип установки орудия                       | башенная | открытая |
| Длина ствола, клб                          | 24,2     | 14,2     |
| Углы ВН, град.                             | −4…+80   | +35…+85  |
| Углы ГН, град.                             | 70       | 60       |
| Возимый боезапас, выстр.                   | 40       | 20       |
| Максимальная дальность стрельбы ОФС, км    | 8,8      | —        |
| Максимальная дальность стрельбы ОФМ, км    | 7,1      | 6,3      |
| Максимальная дальность стрельбы АР ОФС, км | 12,8     | 8,0      |
| Максимальная дальность стрельбы УАС, км    | 12,0     | 7,5      |
| Бронепробиваемость БКС, мм                 | 600      | 700      |
| Боевая скорострельность, выстр/мин         | 6—8      | 6        |
| Максимальная скорость по шоссе, км/ч       | 60       | 70       |
| Запас хода по шоссе, км                    | 500      | 280      |

К моменту первого публичного появления САО 2С9 на параде к дню победы в 1985 году, по заключению западных специалистов, на вооружении стран НАТО отсутствовали системы, аналогичные самоходному артиллерийскому орудию 2С9. Лишь в 1997 году в ФРГ на базе БМД Wiesel был разработан самоходный 120-мм миномёт. Миномёт выполнен по открытой схеме установки орудия и способен вести огонь стандартными 120-мм минами на расстояния до 6,3 км, а перспективными с увеличенным зарядом до 8 км, кроме того самоходный миномёт способен вести огонь управляемыми противотанковыми снарядами «Strix», пробивающими гомогенную броню толщиной до 700 мм. Максимальная скорострельность самоходного миномёта «Wiesel 2» составляет 3 выстрела за первые 20 секунд, боевая — 6 выстрелов в минуту за первые три минуты ведения огня.
С появлением новых более грузоподъёмных самолётов военно-транспортной авиации возросли и возможности по перевозу и десантированию техники ВДВ. Кроме того разрабатывались и новые базовые шасси ВДВ увеличенной грузоподъёмности. Практически после сдачи САО 2С9 на вооружение в 1981 году, были начаты работы над новым самоходным артиллерийским орудием под наименованием «Нона-2». В период с 1987 по 1991 год была выполнена научно-исследовательская работа с шифром «Обжимка» по созданию самоходного артиллерийского орудия на базе шасси типа БМД-3 и боевым отделением разрабатываемого в тот же период САО для сухопутных войск 2С31 «Вена». В ходе работы был создан макетный образец САО на шасси лёгкого танка «Объект 934», однако из-за распада СССР, тяжёлого финансового положения России и прекращения закупок вооружения дальнейшего развития работа не получила. Несмотря на то, что САО 2С9 было разработано в 1970-е годы, его современная модификация — 2С9-1М позволяет выполнять требования, предъявляемые современными условиями ведения боевых действий. В перспективе устаревшие САО 2С9 и его модификации могут быть заменены 120-мм самоходным артиллерийским орудием 2С36 «Зауралец-Д», разработку которого ведёт ЦНИИ точного машиностроения.

## Где можно увидеть
- Россия:
  - п. Архангельское, Московская область — Музей техники Вадима Задорожного;
  - г. Верхняя Пышма, Свердловская область — Музейный комплекс УГМК;
  - г. Красноармейск (Московская область) — на постаменте у входа в ФКП «НИИ „Геодезия“»;
  - г. Москва — Центральный музей Вооружённых Сил;
  - г. Пермь — Музей ОАО «Мотовилихинские заводы»;
  - г. Санкт-Петербург — Военно-исторический музей артиллерии, инженерных войск и войск связи;
  - г. Уссурийск — на постаменте возле контрольно-пропускного пункта Уссурийского суворовского военного училища;
  - г. Куйбышев — в сквере Воинской славы;
  - д. Падиково — Музей отечественной военной истории в Истринском районе Московской области.
  - г. Ульяновск — Парк Имени Маргелова — в правой центральной части парка.
  - г. Киржач — Парк имени 36-й гвардейской дивизии
- Украина:
  - г. Киев — Музей Великой Отечественной войны;
  - г. Кременчуг — Парк Мира.

### Сноски
1. ↑  При стрельбе иностранными снарядами APCM максимальная дальность стрельбы может составлять до 17 км.
2. 1 2 3 4 5  Для снаряда 53-ОФ-462.
3. 1 2 3  Для нарезной мины PR-14.
4. ↑  Для нарезной мины PRPA.
5. ↑  На максимальном заряде.
6. ↑  Содержит 30 осколочных боевых элементов диаметром 38 мм каждый.
7. ↑  Содержит два осколочных боевых элемента с инфракрасной головкой самонаведения.
8. ↑  Содержит 16 осколочных боевых элементов M85, оборудованных механизмом самоуничтожения.
9. ↑  Содержит 21 осколочный боевой элемент диаметром 37 мм каждый.
10. ↑  Десантирование возможно только посадочным способом, так как масса сбрасываемого груза со средствами десантирования не должна превышать 10 тонн. При десантировании посадочным способом самолёты Ан-12Б могут перевозить только одну САУ 2С1 «Гвоздика»
11. ↑  Данные по советской методике измерения бронепробиваемости. Следует иметь в виду, что в разное время и в разных странах использовались различные методики определения бронепробиваемости. Как следствие, прямое сравнение с аналогичными данными других орудий часто оказывается невозможным либо некорректным.
12. 1 2  Для снаряда 3БК13.
13. 1 2 3  Для снаряда 3БК19.
14. 1 2  Для активно-реактивного снаряда 3ОФ50.
15. ↑  Для снаряда 3ОФ49.
16. ↑  Для снаряда 3ОФ68.
17. ↑  Для управляемого снаряда «Китолов-2».
18. 1 2  Для управляемой мины STRIX.
19. ↑  Следует иметь в виду, что в разное время и в разных странах использовались различные методики определения бронепробиваемости. Как следствие, прямое сравнение с аналогичными данными других орудий часто оказывается невозможным либо некорректным.